# Al-Jiftlik
Al-Jiftlik (àrab: الجفتلك, al-Jiftlik) és una vila palestina de Cisjordània, part de la governació de Jericó, que es troba 33 km al nord de Jericó. Segons el cens de 2007 de l'Oficina Central Palestina d'Estadístiques (PCB), la seva població era de 3.546 habitants. Al-Jiftlik és vorejada pel riu Jordà a l'est. Les localitats palestines més properes són az-Zubaidat al nord-est, Furush Beit Dajan al nord-oest, Beit Furik a l'oest, Aqraba, Majdal Bani Fadil i Duma al sud-oest i Fasayil al sud.
La superfície total de la vila és de 185.032 dúnams, dels quals 972 dúnams són zones urbanitzades palestines, 77 són per a les unitats de transport comercial i industrial, 64.032 són terres cultivables i 108,606 dúnams són espais oberts. Els assentaments israelians, entre ells Massua, Hamra i Argaman i les bases militars representen 11.293 dúnams La resta del terreny es compon de boscos i aigües continentals.

## Història
La majoria de la terra d'al-Jiftlik pertanyia a la tribu al-Masa'id, una poderosa família beduïna la terra dels quals s'estenia des de Damia a  Transjordània, a la riba est de la Jordà, a les fronteres de Jericó, a Cisjordània. La majoria dels seus habitants són descendents de la tribu al-Masa'id i immigrants de Tammun al nord.
El nom del poble es deriva de la paraula turca   Chiflik , que vol dir "tinença de terra" a la fi de l'Imperi Otomà i que era aplicada en aquest com en molts altres llocs otomans Va rebre el seu nom a causa de la naturalesa agrícola de la localitat. Durant el període del mandat, hi va haver una fortificació Tegart coneguda com la Comissaria de Policia Jiftlik a l'oest de la vila actual.
Cisjordània va ser ocupada per Israel durant la Guerra dels Sis Dies en 1967, i en les seqüeles del conflicte més de 800 cases a al-Jiftlik van ser arrasades per l'exèrcit israelià i el seu 6000 habitants van rebre l'ordre de marxar. La majoria dels habitants d'al-Jiftlik, però, va tornar al poble. Després dels acords d'Oslo de 1993 entre Israel i l'Organització per l'Alliberament de Palestina (OAP), la vila va ser designada com a part de  Àrea C. Això fa que sigui subjecta plemament sota l'administració civil i militar israeliana.
En 2005 s'hi va establir un consell de vila per a administrar els afers locals. Els seus nou membres són nomenats per l'Autoritat Nacional Palestina. El consell manté una seu permanent i és propietari d'un vehicle de recollida de residus. Entre les seves responsabilitats hi ha la construcció de xarxes d'aigua i electricitat en al-Jiftlik i proporcionar una ambulància al poble.

## Demografia
En el cens de 2007 al-Jiftlik tenia 3,546 habitants dels que exactament el 50% eren homes i l'altra 50% dones. El nombre total de llars era de 578 que vivien en 692 unitats d'habitatge. Els principals clans d'al-Jiftlik són del clan 'Arab al-Jahalin, 'Arab al-Masa'id, 'Arab al-Ayed, al-Ajajrah, Abu Sureis, Abu Dalakh, Abu Dheila, al-Annuz, al-Rutimat i al-Nafei'at. Segons l'Applied Research Institute-Jerusalem (ARIJ), unes 100 famílies han deixat al-Jiftlik des del començament de la Segona Intifada en 2000.

## Economia i educació
Igual que altres pobles de la zona de la vall del Jordà, al-Jiftlik està subjecte a les restriccions israelianes a la construcció i el moviment, i se'ls nega més sovint les sol·licituds de permisos de construcció. El poble no té electricitat ni infraestructura d'aigua. Té l'escola primària administrada per l'UNRWA amb 950 estudiants.

## Id'eis
Id'eis és una comunitat palestina diversos quilòmetres al sud d'Al-Jiftlik, prop de l'assentament israelià de Masua. Al maig de 2014, hi havia 23 famílies formades per 13 famílies compostes per 75 persones en 15 estructures residencials que viuen al compost nord-oest i 10 famílies que consten de 53 persones que viuen en 14 tendes de campanya en el compost del sud. Cada compost també té moltes estructures de bestiar per les seves bandades d'uns milers d'ovelles i cabres. La comunitat viu del pasturatge i es va instal·lar en la ubicació actual en 1982 després d'haver sortit de la zona d'Hebron i emigrat a través de la vall del Jordà en la seva recerca de pastures. El 21 de maig de 2014, el compost del sud va ser demolit per cinc excavadores de l'Administració civil israeliana recolzats per soldats de les FDI i la policia fronterera al·legant que les famílies no tenien els permisos de construcció.